# Akvinac
Avinac je glazbeni sastav osnovan 1974. godine u mjestu Bol na otoku Braču.

## Povijest sastava
Grupu Akvinac su 1974. osnovali srednjoškolci iz sjemeništa u Bolu na Braču. Prvu postavu grupe su činili: Zvonko Kasalo (bas-gitara), Žarko Kvesić (ritam gitara), Jurica Mršić ([solo gitara]), Ivan Nasić (orgulje) i Slavko Nedić (bubnjevi). Član grupe Akvinac je bio i Pavo Barišić,  ministar znanosti Republike Hrvatske. Kao i većinu grupa unutar dominikanskog reda s početka 70-ih pokrenuo je o. Mijo Horvat (dominikanac). Grupa je djelovala do 1978. godine.